# Ian Brown (regatista)
Ian Brown   (4 d'abril de 1954) és un regatista australià, ja retirat, que va competir durant les dècades de 1960 i 1970.
El 1976 va prendre part en els Jocs Olímpics de Mont-real, on va guanyar la medalla de bronze en la categoria de Classe 470 del programa de vela. Va compartir vaixell amb Ian Ruff. El 1980 va ser convocat per participar en els Jocs de Moscou, però el boicot que hi van fer nombrosos països ho va impedir. Posteriorment exercí d'entrenador en diferent equips olímpics australians de vela.